# Paul Howard
Paul Leroy Howard (Steubenville, 20 september 1895 – Los Angeles, 18 februari 1980) was een Amerikaanse jazzmuzikant (zang, saxofoon, klarinet).

## Biografie
Howard groeide op in Ohio en leerde eerst de kornet, hij speelde ook hobo, fagot, fluit en piano, maar concentreerde zich daarna op de tenorsaxofoon. Na zijn verhuizing naar Los Angeles rond 1911, speelde hij met Wood Wilsons Syncopators in 1916, Satchel McVea's Howdy Band en Harry Southards Black and Tan Band, evenals met King Oliver en Jelly Roll Morton tijdens hun tournees door Californië. De eerste opnamen werden gemaakt in 1922-1923 met de Quality Four, in 1925 speelde hij met Sonny Clay. Vervolgens richtte hij de Quality Serenaders op, waartoe in de loop van zijn bestaan ook Lionel Hampton (drums en zang), Charlie Lawrence, Reginald Foresythe, George Orendorff (trompet), Lawrence Brown, Lloyd Reese en Ivie Anderson behoorden. Van 1927-1929 had de band een verbintenis in Sebastian's Cotton Club. Gedurende deze tijd werden opnamen gemaakt voor Victor Records. De muziek van Paul Howards Quality Serenaders werd gekenmerkt door de arrangementen van hun hoofdsaxofonist Charlie Lawrence, die het grootste deel van het repertoire van de band schreef. In 1930 viel de formatie uit elkaar, toen Les Hite verschillende muzikanten overnam. In de daaropvolgende jaren speelde Howard met Ed Garland, Freddie Washington, Lionel Hampton (1935), Eddie Barefield (1936/37), Charlie Echols en zijn eigen ensembles, met wie hij o.a. optrad in Virginia in Los Angeles (1939-1953).

## Overlijden
Paul Howard overleed in februari 1980 op 84-jarige leeftijd.

## Discografie
- Jazz In California 1923 to 1930 (Timeless Records)

- Bibliothèque nationale de France: cb14188106t (data)
- International Standard Name Identifier: 0000 0000 4143 6100
- Library of Congress Control Number: no93022817
- MusicBrainz: 0d401df5-a238-4390-8e62-b2aa19e3ca39
- Virtual International Authority File: 51899521
- WorldCat: E39PBJmhPWbmtJPVFkP43pJv73